# 贯叶过路黄
贯叶过路黄（学名：Lysimachia perfoliata）为报春花科珍珠菜属的植物，是中国的特有植物。分布于中国大陆的江西、安徽等地，生长于海拔850米至1,100米的地区，一般生长在山谷林下，目前尚未由人工引种栽培。